# Holozoidae
Holozoidae zijn een familie van zakpijpen (Ascidiacea) uit de orde van de Aplousobranchia.

## Geslachten
- Distaplia Della Valle, 1881
- Hypodistoma Tokioka, 1967
- Hypsistozoa Brewin, 1953
- Neodistoma Kott, 1990
- Polydistoma Kott, 1990
- Protoholozoa Kott, 1969
- Pseudoplacentela Sanamyan, 1993
- Sigillina Savigny, 1816
- Sycozoa Lesson, 1832